# Ладжладж
Ладжладж, аль-Ладжладж (араб. اللجلاج‎ — заика), Абу-ль-Фарадж Мухаммед бен Обайд Аллах (أبو الفرج محمد بن عبيد الله‎; по другим источникам, Абу-ль-Фарадж аль-Музаффар бен Сайд; ? — 970, Шираз) — игрок и теоретик шатранджа. Уроженец Ирана. Ученик Сули. Жил в Багдаде, затем в Ширазе при дворе буидского правителя Адуд ад-Даула (949—983). Автор нескольких трактатов, в которых пропагандировал взгляды своего учителя; в трактате о дебюте впервые сформулировал принципы разыгрывания начала шахматной партии, в частности показал роль быстрого развития фигур.